# Врбас
Врбас је градско насеље у Србији и седиште истоимене општине у Јужнобачком управном округу. Према попису из 2022. било је 20.892 становника.

## Називи
Врбас је познат по још неким називима на другим језицима: мађ. Verbász, рсн. Вербас,  , укр. Вербас.
У периоду од 25. маја 1983. до 12. августа 1992. Врбас је носио назив Титов Врбас у част председника СФРЈ Јосипа Броза Тита. Доношењем Закона о територијалној подели Србије враћен му је стари назив.

## Географија
Географски положај Врбаса карактерише мноштво природно-географских и друштвено-економских компоненти и међусобних утицаја. Заузима део простора који се налази у геометријском средишту Бачке. У граду се укрштају железничке пруге: Суботица – Врбас – Београд и Сомбор – Врбас. Овде се налази Железничка станица Врбас. Кроз Врбас воде важни друмски путеви следећих праваца: Сомбор – Врбас – Нови Сад, Врбас – Бачка Паланка, Врбас—Суботица. Врло значајну улогу имају и водени токови, који представљају део хидросистема Дунав–Тиса–Дунав. Граничи се са општинама: Кула, Мали Иђош, Србобран, Темерин, Нови Сад, Бачка Паланка и Оџаци.
Врбас има веома повољан положај и у топографском погледу. Он је једно од десет насеља нанизаних у подножју Телечке, тј. тачно на додиру највеће бачке лесне заравни и и лесне терасе. Велики бачки канал, прокопан дуж некадашњег тока Црне баре, раставља Врбас на два неједнака дела. Положај на контакту лесне заравни као вишег и лесне терасе као нижег терена, пружа Врбасу вишеструке повољности. Како је Телечка у целини нагнута према југу (нарочито периферијским делом), то је виши део врбашког атара присојне експозиције. Присојност је нарочито изражена код одсека којим се ова лесна зараван спушта на лесну терасу. Стога су у прошлости становници тежили да на одсеку гаје винову лозу или воће, а многи су вештачки ублажавали нагибе одсека и на њима градили куће.

## Историја
Први помен у писаним изворима о Врбасу је из 1387. године. Међутим историја Врбаса сеже много даље у прошлост. Захваљујући археолошким испитивањима на локалитетима: Чарнок, Шуваков салаш и циглана Полет, много тога о прошлости Врбаса је јасније. На обалама Црне баре констатована су неолитска насеља. На Шуваковом салашу откривена је кућа која потврђује досадашња сазнања о томе да су насеља делом укопана у лес, да су зидови кућа од плетера и да су домаће животиње већ тада биле свакодневница села. Из периода бронзаног доба констатовано је насеље са некрополом у непосредној близини Чарнока. Веома значајно налазиште млађег гвозденог доба на локалитету Чарнок-Бачко добро поље успешно се штити и истражује.
Доласком Келта на ова подручја у другој половини 4. века п. н. е, Чарнок постаје келтски опидум, и првенствено представља трговачки центар а касније добија и одбрамбену улогу. Од 1. века нове ере ови простори су део барбарикума који се налази наспрам Римског царства и доживљава директне утицаје Римске цивилизације. Истовремено долази до насељавања Сармата, припадника иранских народа, који доносе и грчко-хеленистичке културне утицаје. Од 4. века наше ере просторе запљускују таласи народа који су ношени великом сеобом народа. Најдуже се задржавају Авари, о чему сведочи некропола на локалитету циглана Полет. Почетак 9. века означава крај аварске доминације и контролу Франака а затим Бугара над овим просторима.
За годину оснивања Врбаса узима 1213. као седиште поседа двојице племића под називом „Орбаспалотаја”. Према писаним изворима овде је углавном живело словенско становништво, Срби, који су у више наврата због поплава, ратова или болести напуштали насеље. Године 1720. наступају огромне етничке промене, Срби се селе у Русију и Банат а почиње колонизација Немаца, Русина и Мађара на ове просторе.
У 19. веку захваљујући прокопавању канала и изградњи пруге Пешта—Суботица—Нови Сад, Врбас је израстао у индустријско-занатски трговински центар. Отварају се нове основне школе, занатска школа и гимназија.
За време Краљевине СХС/Југославије Врбас се састојао од два насеља и две општине, Стари Врбас у основи српско, а Нови Врбас у основи немачко. Делила их је само једна улица (данашња Бачка улица) и Канал краља Петра. Године 1930. поведена је акција за административно спајање Општина Стари и Нови Врбас али је због отпора месних Немаца спајање изостало. Априла 1939. у Новом Врбасу национал-социјалистички немачки омладинци разбили су прозоре на синагоги уз узвике: „Јеврејске свиње, смрдљиви чивути!”
Као последицу фашистичке окупације Југославије у Другом светском рату и чињенице да је 95% југословенских Немаца било учлањено у профашистичку организацију „Културбунд” и да је себе декларисало као држављане Трећег рајха, нове послератне југословенске власти су већину немачког становништва тадашње Југославије (укључујући и Немце из Врбаса) лишиле грађанских права и конфисковале им имовину. Већи део југословенских Немаца (око 200.000) напустио је територију Југославије заједно са окупационом немачком војском у повлачењу, док је мањи део Немаца који је остао на југословенској територији логорисан. Немци из Врбаса одведени су у сабирне логоре у Бачком Јарку, Гакову и Крушевљу, где су неки од њих умрли од глади, хладноће и болести. После укидања логора, и већина преосталих Немаца се иселила из земље.

### Досељавање Немаца
Досељавање Немаца у Врбасу почело је 21. јула 1785. године. Фридрих Лоц наводи да су тога дана доспеле 283 немачке породице са 1.132 лица. Он је истовремено навео и матичне делове из којих су се Немци доселили: Фалц, Алзас-Лорен, Луксембург, Рајнхесен, Хесен-Штаркенбург, Оберхесен, Саксонија, Трир, Кобленц, Висбаден, Олденбург-Биркенфелд, Виртемберг, Баварска и Баден. Уз њих Лоц помиње досељенике из Швајцарске, Румуније и Мађарске.
Простор на коме је заснован Нови Врбас узимали су староврбашки Срби у закуп и искоришћавали га као оранице, пашњаке и ливаде. Реч је о потесима „Кис Добра” и „Параштинац”. Оба потеса, а нарочито овај други, била су обрадива средином 18. века, када је Стари Врбас био густо насељен. Али како се временом број сељачких породица смањивао, поља су остајала празна. Део становника Старог Врбаса је напустио део свог атара због великих дажбина. Управо на том напуштеном делу атара су Немци засновали Нови Врбас 1785. године. Староврбашки Срби су имали доста земље у време насељавања Немаца: од 1,5 до 2 сесије, а малобројни и по 3 сесије.
Приликом размеравања атара крајем 1784. и почетком 1785. године, Старом Врбасу је остављено 176,5 а будућем, Новом Врбасу, намењено је 125,5 сесија. Уз то су колонизацијски органи одузели део атара Фекетића и припојили га атару Новог Врбаса. Подизање насеља Нови Врбас трајало је више од две године. Како су поједини Немци приспели у Сомбор као центар за организацију прихватања и размештања још у јесен 1784. године, то су морали дуго чекати на подизање насеља. Исте јесени сељаци из суседних села морали су кулуком да поору и засеју земљу а немачким досељеницима је било остављено да обаве жетву и вршидбу жита.
И Фридрих Лоц, попут осталих хроничара из других немачких насеобина у Бачкој, пише о великим потешкоћама у прилагођавању досељеника у новој средини. Он нарочито указује на мочварне терене око Црне баре, који су више од свега другог одбијали досељенике. Прва генерација је стога много патила од барске грознице, а затим од срдобоље и других болести. Из података које је Лоц нашао у црквеним књигама јасно се види да су у почетку владали масовни помори, због чега су досељеници своје ново насеље прозвали „гроб Немаца.” До 1848. године Стари Врбас је био „коморско село” подложно сомборској „комори”, а не феудалним племићима. Отуда је у погледу права и дажбина био у повољнијем положају од села у области Војне границе. И у коморским селима је живот био тежак од закупнине и „грамзивости” чиновника. Да су дажбине биле велике и често несношљиве, види се и по томе што су Староврбашани у једном моменту били присиљени да се одрекну дела свог атара, на којем су се касније населили Немци.

## Култура и образовање
Повољан географски положај и миграције омогућили су да се на територији Врбаса јаве рани облици просветног живота. Тако да су се постепено отварале:
- 1735. Српска црквена основна школа
- 1765. Русинска основна школа
- 1790. Народна основна школа

Убрзо затим отварају се и Јеврејска, државно мешовита, Немачка и друге школе. У Врбасу постоји и Гимназија Жарко Зрењанин.
Народна библиотека „Данило Киш” основана је 1962. са седам одељења, два у Врбасу и по једно у околним општинама. Поседује око 103.000 књига, учествује у већини културних манифестација општине. Дом културе „Врбас” основан је 1968, у оквиру њега ради и биоскоп „Југославија”. Изгорео је у пожару почетком 90-их после чега је почео са градњом нови.
Од 1969. године у Врбасу се одржава Фестивал поезије младих, најстарији песнички фестивал у региону.

## Демографија
У насељу Врбас живи 20.355 пунолетних становника, а просечна старост становништва износи 38,1 година (36,6 код мушкараца и 39,5 код жена). У насељу има 8379 домаћинстава, а просечан број чланова по домаћинству је 3,08.
Становништво у овом насељу веома је нехомогено, а у последња три пописа, примећен је пад у броју становника.
|             | \| Демографија[15] \| Демографија[15] \| Демографија[15] \| \| Година \| Становника \| Становника \| \| --------------- \| --------------- \| --------------- \| \| 1948. \| 14.837 \| \| \| 1953. \| 15.470 \| \| \| 1961. \| 19.316 \| \| \| 1971. \| 22.496 \| \| \| 1981. \| 25.143 \| \| \| 1991. \| 25.858 \| 25.610 \| \| 2002. \| 25.907 \| 26.198 \| \| 2011. \| 24.112 \| \| \| 2022. \| 20.892 \| \| |            |
| Демографија | |            |
| Година      | Становника | Становника |
| 1948.       | 14.837 |            |
| 1953.       | 15.470 |            |
| 1961.       | 19.316 |            |
| 1971.       | 22.496 |            |
| 1981.       | 25.143 |            |
| 1991.       | 25.858 | 25.610     |
| 2002.       | 25.907 | 26.198     |
| 2011.       | 24.112 |            |
| 2022.       | 20.892 |            |

| Година пописа     | 1948. | 1953. | 1961. | 1971. | 1981. | 1991. | 2002. |
| ----------------- | ----- | ----- | ----- | ----- | ----- | ----- | ----- |
| Број домаћинстава | 3.995 | 4.129 | 5.773 | 6.691 | 7.612 | 8.087 | 8.379 |

| Број чланова      | 1     | 2     | 3     | 4     | 5   | 6   | 7   | 8  | 9  | 10 и више | Просек |
| ----------------- | ----- | ----- | ----- | ----- | --- | --- | --- | -- | -- | --------- | ------ |
| Број домаћинстава | 1.508 | 1.887 | 1.582 | 1.999 | 898 | 359 | 105 | 17 | 17 | 7         | 3,08   |

| Пол    | Укупно | Неожењен/Неудата | Ожењен/Удата | Удовац/Удовица | Разведен/Разведена | Непознато |
| ------ | ------ | ---------------- | ------------ | -------------- | ------------------ | --------- |
| Мушки  | 10.130 | 3.370            | 6.070        | 368            | 310                | 12        |
| Женски | 11.350 | 2.769            | 6.131        | 1.840          | 602                | 8         |
| УКУПНО | 21.480 | 6.139            | 12.201       | 2.208          | 912                | 20        |

| Пол    | Укупно                    | Пољопривреда, лов и шумарство | Рибарство                            | Вађење руде и камена | Прерађивачка индустрија       |
| ------ | ------------------------- | ----------------------------- | ------------------------------------ | -------------------- | ----------------------------- |
| Мушки  | 4.783                     | 535                           | 0                                    | 3                    | 2.115                         |
| Женски | 3.809                     | 201                           | 0                                    | 1                    | 1.405                         |
| УКУПНО | 8.592                     | 736                           | 0                                    | 4                    | 3.520                         |
| Пол    | Производња и снабдевање   | Грађевинарство                | Трговина                             | Хотели и ресторани   | Саобраћај, складиштење и везе |
| Мушки  | 138                       | 139                           | 586                                  | 89                   | 387                           |
| Женски | 63                        | 39                            | 648                                  | 113                  | 95                            |
| УКУПНО | 201                       | 178                           | 1.234                                | 202                  | 482                           |
| Пол    | Финансијско посредовање   | Некретнине                    | Државна управа и одбрана             | Образовање           | Здравствени и социјални рад   |
| Мушки  | 41                        | 76                            | 211                                  | 126                  | 144                           |
| Женски | 73                        | 64                            | 173                                  | 304                  | 484                           |
| УКУПНО | 114                       | 140                           | 384                                  | 430                  | 628                           |
| Пол    | Остале услужне активности | Приватна домаћинства          | Екстериторијалне организације и тела | Непознато            | Непознато                     |
| Мушки  | 84                        | 1                             | 0                                    | 108                  | 108                           |
| Женски | 83                        | 2                             | 0                                    | 61                   | 61                            |
| УКУПНО | 167                       | 3                             | 0                                    | 169                  | 169                           |

## Познати Врбашани
- Лазар Ристовски, глумац
- Дејан Луткић, глумац
- Бела Пехан, сликар
- Вида Огњеновић, књижевница родом из Никшића, одрасла у Врбасу
- Игор Маројевић, књижевник
- Владимир Коларић, рок музичар групе Велики презир
- Весна Дринчић Ђилас, културни радник и педагог
- Нандор Мајор, књижевник и политичар
- Душан Бајатовић, политичар и предузетник, директор Србијагаса
- Богољуб Бјелица, политичар и најближи сарадник Слободана Милошевића
- Јован Бељански, учесник НОБа и народни херој Југославије
- Августин Хорњак, гркокатолички владика у Великој Британији
- Јовица Елезовић, рукометаш, олимпијски и светски шампион
- Љубомир Фејса, фудбалер
- Милорад Мажић, фудбалски судија
- Бианка Буша, одбојкашица, светска и европска шампионка, освајачица бронзане олимпијске медаље
- Магдолна Ружа, певачица
- Јожеф Пехан
- Илија Милованчев
- Иса Секицки
- Павле Којић
- Фридрих Лоц
- Михаел Линденшмит
- Милета Лесковац
- Адриана Вилагош, атлетичарка, дисциплина бацање копља
- Милош Керкез, фудбалер родом из Врбаса

## Галерија
| - Православна црква у Врбасу - Евангелистичка црква у Врбасу - Реформаторска црква у Врбасу - Католичка црква у Врбасу - Гркокатоличка црква у Врбасу - Методистичко-евангелистичка црква у Врбасу - Капела Водица у Врбасу |